# Microprius jolae
Microprius jolae es una especie de coleóptero de la familia Zopheridae.

## Distribución geográfica
Habita en Tanzania.